# Châtillon (Giura)
Châtillon (toponimo francese) è un comune svizzero di 481 abitanti del Canton Giura, nel distretto di Delémont.

## Monumenti e luoghi d'interesse

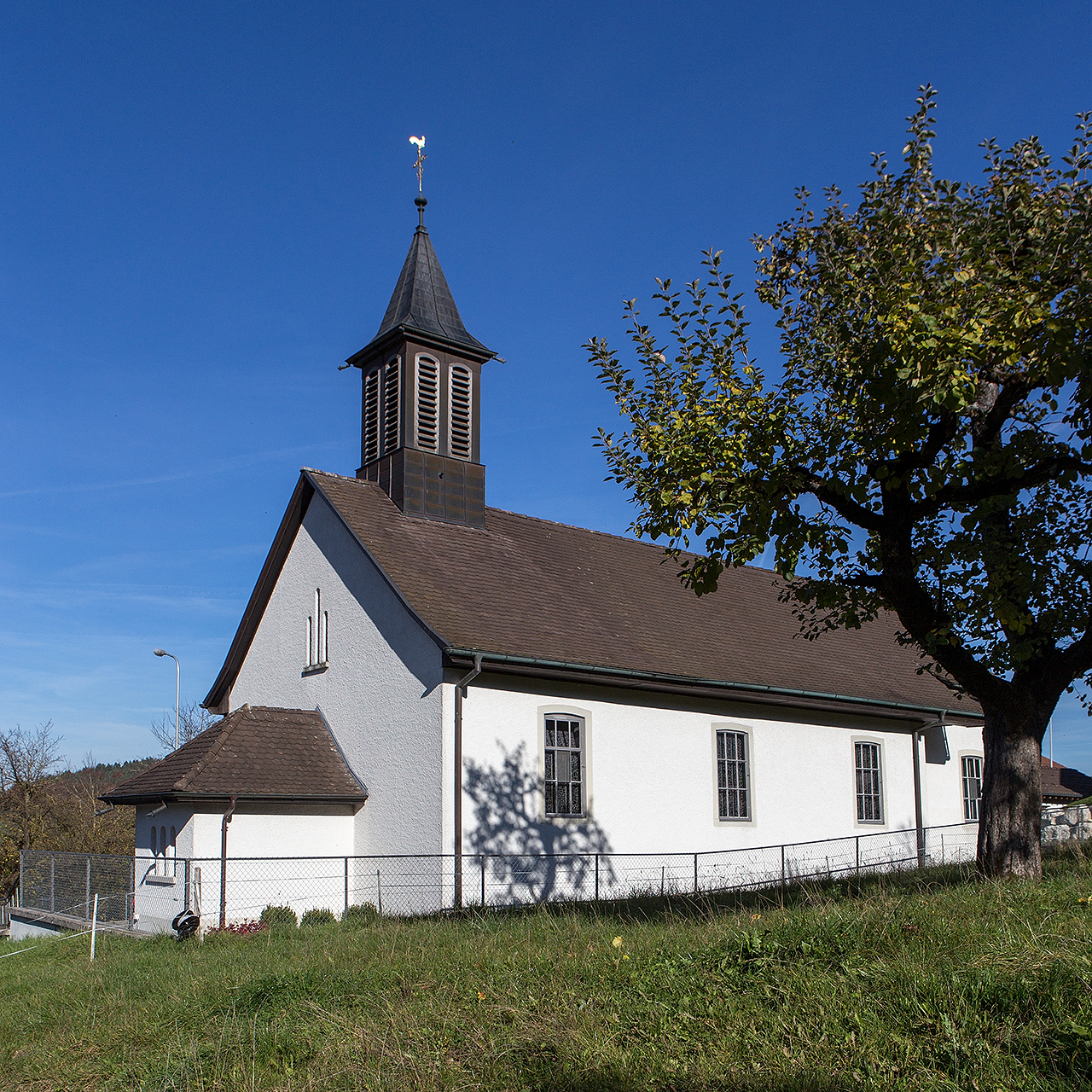
La cappella della Beata Vergine dell'Assunta

- Cappella cattolica della Beata Vergine dell'Assunta, eretta nel 1817[1].

## Società

### Evoluzione demografica
L'evoluzione demografica è riportata nella seguente tabella:
Abitanti censiti

## Amministrazione
Ogni famiglia originaria del luogo fa parte del comune patriziale che ha la responsabilità della manutenzione di ogni bene comune.